# Margaret Landis

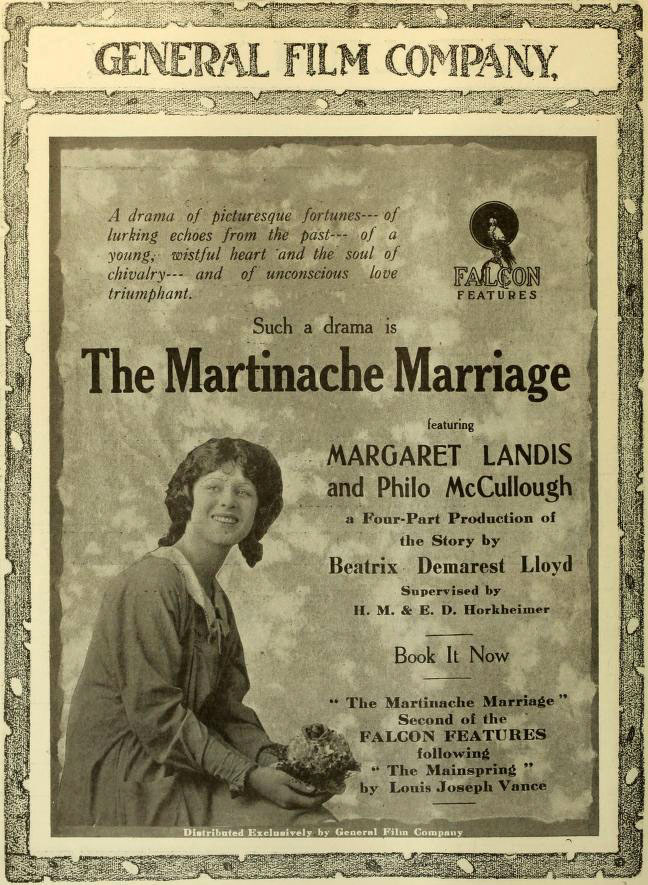
Publicidad de The Martinache Marriage (1917)

Margaret Landis (31 de agosto de 1890 – 8 de abril de 1981) fue una actriz cinematográfica estadounidense, activa en la época del cine mudo.

## Biografía
Su nombre completo era Margaret Cullen Landis, y nació en Nashville, Tennessee, siendo sus padres Lulan Landis y Margaret Cullen Landis. Su padre era corredor de bolsa y su hermano menor, Cullen Landis, un director y actor cinematográfico de éxito en los años del cine mudo. Ambos hermanos dejaron Hollywood al poco tiempo de llegar el cine sonoro. 
El último film de Landis fue Sheer Luck (1931), una producción rodada con sonido. Había empezado su carrera artística trabajando como bailarina para la compañía Balboa Film Studio en el film de 1915 Who Pays. Durante un tiempo, y ya iniciada su carrera, se alejó del cine para cursar estudios de arte, volviendo a los rodajes hacia 1921.
Landis se casó al menos dos veces, primero con el director Bertram Bracken en o alrededor de 1912 y, una década más tarde, con James Hamilton Couper (1895 – 1953), un veterano de la Primera Guerra Mundial miembro de una destacada familia de Georgia.
Margaret Landis falleció en 1981 en Alameda, California, y fue enterrada junto a su marido en el Cementerio Nacional Fort Rosecrans, en San Diego (California).

## Selección de su filmografía
- 1915 : Who Pays
- 1918 : Amarilly of Clothes-Line Alley, de Marshall Neilan
- 1921 : Sowing the Wind
- 1922 : The Ladder Jinx
- 1928 : The Latest from Paris
- 1931 : Sheer Luck